# Пелишенко, Светослав Борисович
Светосла́в Бори́сович Пелише́нко (3 декабря 1952 — 31 марта 2024) — советский и российский сценарист, шоумен, преподаватель высшей школы, учёный-физик. Наиболее известен как капитан команды КВН Одесского государственного университета.

## Биография
Окончил физический факультет Одесского государственного университета (ОГУ), аспирантуру там же. Кандидат физико-математических наук. Преподавал в ОГУ, доцент кафедры теоретической физики.
Много лет играл в КВН, один из ведущих игроков и капитан команды КВН ОГУ, также известной как «Клуб джентльменов Одесского государственного университета» и «Одесские джентльмены». Чемпион первого сезона возрождённого КВН 1986/87 годов, а также 1990 года.
С 1991 года — в Москве, сотрудничал с российским телевидением (телеканал «Россия-1», ранее — РТР, «Россия»), руководитель отдела юмористических программ. Один из авторов программ «Городок», «Голубой огонёк на Шаболовке», «Субботний вечер», «Юрмалина», «Песня года», мюзиклов и др.
В 2022 году перенёс инсульт. Ушёл из жизни 31 марта 2024 года в результате осложнений после перенесённой операции на кишечнике.

## Фильмография
- 1992 — Однажды в Одессе, или Как уехать из СССР
- 2005 — Моя прекрасная няня (69-я серия «Неоконченный роман»)
- 2011 — Встречное течение
- 2011 — Новости
- 2014 — Так далеко, так близко
- 2014 — Господа-товарищи

## Награды и премии
Лауреат телевизионной премии «ТЭФИ» как сценарист телевизионной программы «Городок» (2007).